# Villa Auguste-Blanqui
La villa Auguste-Blanqui est une voie située dans le quartier de la Gare du 13e arrondissement de Paris, en France.

## Origine du nom
Elle porte le nom du penseur et révolutionnaire socialiste français, Auguste Blanqui (1805-1881), en raison de sa proximité avec le boulevard éponyme.

## Bâtiments remarquables et lieux de mémoire
La villa est constituée de nombreuses petites maisons individuelles en meulière.